# Вердийи
Вердийи́ (фр. Verdilly) — коммуна во Франции, находится в регионе Пикардия. Департамент коммуны — Эна. Входит в состав кантона Шато-Тьерри. Округ коммуны — Шато-Тьерри.
Код INSEE коммуны — 02781.

## Население
Население коммуны на 2010 год составляло 436 человек.
| 1962 | 1968 | 1975 | 1982 | 1990 | 1999 | 2010 |
| ---- | ---- | ---- | ---- | ---- | ---- | ---- |
| 235  | 231  | 230  | 263  | 386  | 425  | 436  |

## Экономика
В 2010 году среди 296 человек трудоспособного возраста (15—64 лет) 236 были экономически активными, 60 — неактивными (показатель активности — 79,7 %, в 1999 году было 76,9 %). Из 236 активных жителей работали 215 человек (114 мужчин и 101 женщина), безработных было 21 (9 мужчин и 12 женщин). Среди 60 неактивных 18 человек были учениками или студентами, 31 — пенсионерами, 11 были неактивными по другим причинам.